# Råda
Råda è un'area urbana della Svezia situata nel comune di Hagfors, Contea di Värmland.
La popolazione rilevata nel censimento 2010 era di 448 abitanti .